# Passiflora maliformis
Passiflora maliformis är en passionsblomsväxtart som beskrevs av Carl von Linné. Passiflora maliformis ingår i släktet passionsblommor, och familjen passionsblomsväxter. Inga underarter finns listade i Catalogue of Life.

## Bildgalleri

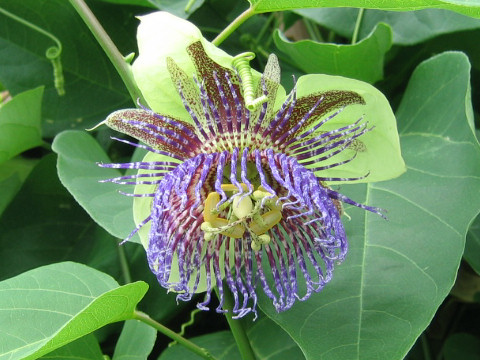
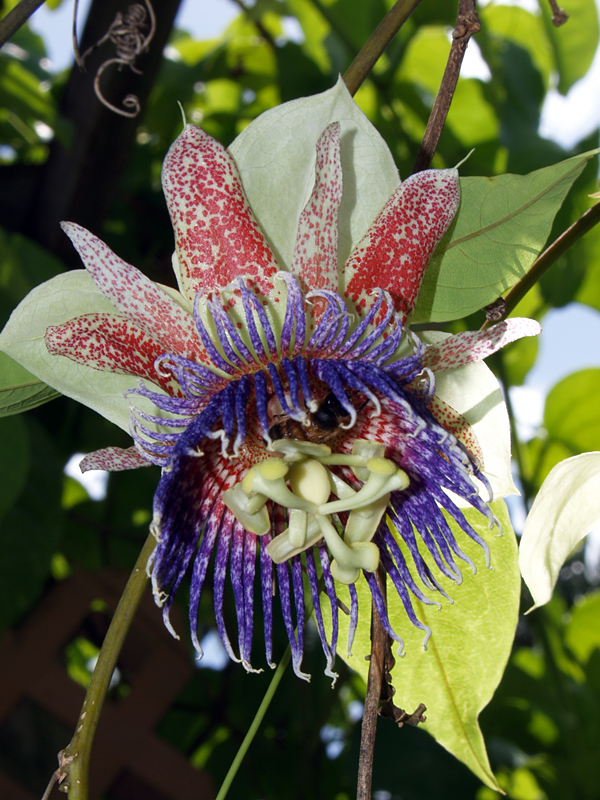